# Docteur Frankenstein (film)
Pour les articles homonymes, voir Frankenstein.
Pour plus de détails, voir Fiche technique et Distribution.
Docteur Frankenstein ou Victor Frankenstein au Québec est un film de science-fiction américain réalisé par Paul McGuigan et sorti en 2015. Il s'agit d'une adaptation du roman Frankenstein ou le Prométhée moderne de Mary Shelley publié en 1818.

## Synopsis
Scientifique aux méthodes radicales, le docteur Victor Frankenstein et son brillant protégé Igor Strausman dans les années 1800, partagent une vision noble, aider l'humanité à travers leurs recherches innovantes sur l'immortalité. Mais les expériences de Victor vont beaucoup trop loin et son obsession engendre de terrifiantes conséquences. Seul Igor peut ramener son ami à la raison et le sauver de sa création monstrueuse.

## Fiche technique
- Titre original et québécois : Victor Frankenstein
- Titre français : Docteur Frankenstein
- Réalisation : Paul McGuigan
- Scénario : Max Landis, d'après Frankenstein ou le Prométhée moderne de Mary Shelley
- Musique : Craig Armstrong
- Direction artistique : Eve Stewart
- Décors : Grant Armstrong
- Costumes : Jany Temime
- Montage : Andrew Hulme
- Photographie : Fabian Wagner
- Production : John Davis
- Sociétés de production : Davis Entertainment et 20th Century Fox
- Société de distribution : 20th Century Fox
- Pays de production :  États-Unis
- Langue originale : anglais
- Format : couleur
- Genre :  drame, horreur, science-fiction
- Durée : 110 minutes
- Dates de sortie :
  - États-Unis, Canada et France : 25 novembre 2015
- Tous publics avec avertissement[Où ?]

## Distribution
- James McAvoy (VF : Alexis Victor ; VQ : Nicolas Charbonneaux-Collombet) : Victor Frankenstein
- Daniel Radcliffe (VF : Hugo Brunswick ; VQ : Émile Mailhiot) : Igor Strausman
- Jessica Brown Findlay (VF : Capucine Delaby ; VQ : Ariane-Li Simard-Côté) : Lorelei
- Andrew Scott (VF : Laurent Maurel ; VQ : Frédéric Desager) : Roderick Turpin
- Mark Gatiss : Dettweiler
- Freddie Fox (VF : Benjamin Jungers ; VQ : Xavier Dolan) : Finnegan
- Daniel Mays (VF : Jérémie Covillault ; VQ : Tristan Harvey) : Barnaby
- Callum Turner (VF : Jim Redler ; VQ : Éric Paulhus) : Alistair
- Charles Dance : M. Frankenstein, le père de Victor
- Bronson Webb (en) : Rafferty
- Spencer Wilding (VF : Jean-Marc Charrier) : Nathaniel
- Spencer Wilding et Guillaume Delaunay : « Prométhée », la créature

Sources et légende: Version française (VF) sur AlloDoublage et Version québécoise (VQ) sur Doublage.qc.ca